# Shahr-e Sokhteh
Shahr-e Sokhteh, ou Shahr-e Sokhta (en persan, شهر سوخته, littéralement « ville brulée », translittération française : Chahr-e Sokhteh), est le site archéologique d'une ancienne ville de l'Âge du bronze, située dans la province du Sistan-et-Baloutchistan, dans le sud-est de l'Iran. Les premières traces de peuplement du site datent du Néolithique final, vers 3200 av. J.-C. Il s'agit d'un des sites préhistoriques les plus vastes d'Iran.

## Situation

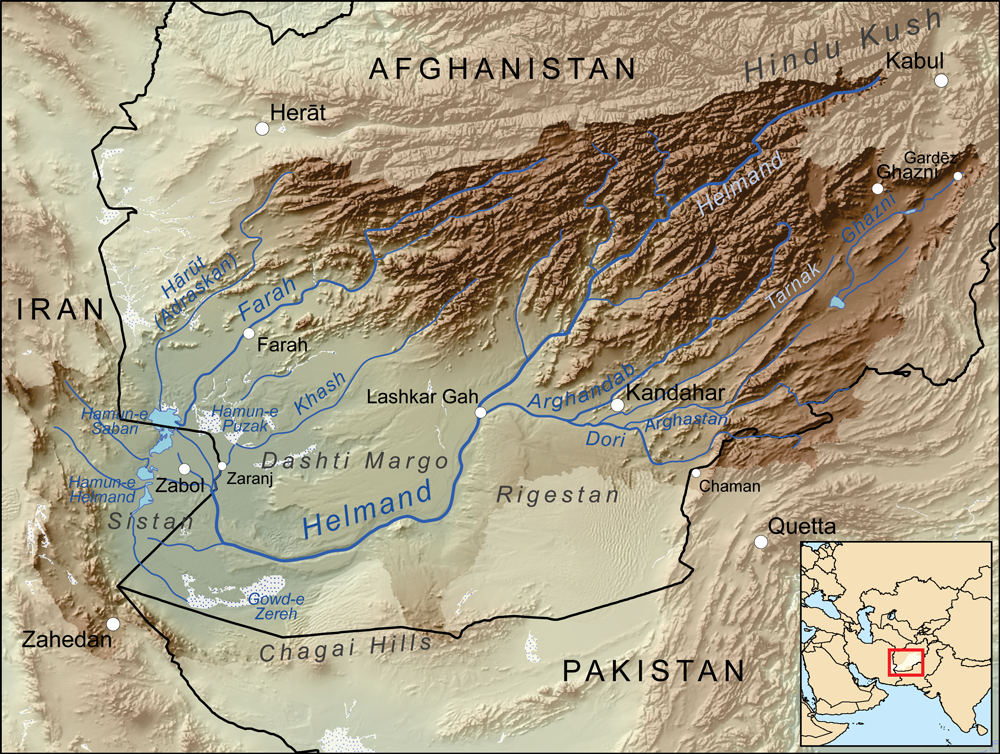
Iran et Afghanistan : le bassin endoréique du Sistan et le fleuve Helmand (ou Hilmand)

La ville est située sur un bras de la rivière Helmand, près de la route reliant Zahedan à Zabol, à 56 km au sud de Zabol, non loin de la frontière avec l'Afghanistan.

## Historique des fouilles
Le site a d'abord été fouillé par Aurel Stein au début du XXe siècle, mais il n'a été systématiquement fouillé qu'à partir de 1967 par des équipes iraniennes et italiennes de l'Institut italien pour l'Afrique et l'Orient dirigées par Maurizio Tosi. Les équipes italiennes y sont demeurées en plusieurs campagnes jusqu'en 1978,,.
Après une interruption due à la révolution islamique de 1979 et à la guerre Iran-Irak, les fouilles ont repris en 1997 de manière irrégulière par des équipes iraniennes (avec la collaboration d'archéologues italiens et français) de l'Organisation iranienne du patrimoine culturel, de l’artisanat et du tourisme, afin de localiser les villages environnants qui dépendaient de la Cité Brûlée. Ils s'étendent dans un rayon de 12 kilomètres sur près de 3 000 km2. La Cité Brûlée « gouvernait » ainsi environ trois cents villages.
Les recherches ont été poursuivies par le Centre de recherche d'archéologie d'Iran, par l'université de Newcastle (Angleterre), et depuis 2017 par une équipe italienne.

## Description
La ville s'étendait sur une superficie d'environ 151 hectares à son apogée, ce qui en fait une des cités antiques les plus vastes du Moyen-Orient pour son époque. Elle s'est développée à partir d'environ 3200 av. J.-C. et s'est étendue progressivement, jusqu'à sa destruction et son abandon vers 1800 av. J.-C.
La séquence chronologique de la Cité Brûlée est divisée en quatre périodes et douze phases :
| Période | Datation (av.J.-C.) | Phases    | Extension |
| ------- | ------------------- | --------- | --------- |
| I       | 3200-2800           | 10-9-8    | 10-20 ha  |
| II      | 2800-2500           | 7-6-5a-5b | 45 ha     |
| III     | 2500-2200           | 4-3-2     | 100 ha    |
| IV      | 2200-1800           | 1-0       | incendiée |

La ville a subi au cours de son histoire au moins trois incendies majeurs, avant d'être totalement abandonnée vers 1800 av. J.-C.

## Vestiges archéologiques

Reproduction des cinq images du vase de Shahr-i Sokhta

Animation du dessin du vase de Shahr-i Sokhta, au Musée national d'Iran

Dans les années 1970 ont été trouvés ce qui serait le plus vieux jeu de jacquet, ou plutôt un jeu royal des vingt carrés (avec soixante pièces de turquoise et d'agate et un plateau d'ébène rectangulaire, sans doute importé d'Inde), les plus vieilles graines de carvi, ainsi que de nombreuses poteries et objets en métal.
L'archéologue iranien Mansour Sadjjadi, qui dirigeait alors les fouilles, a découvert avec son équipe en décembre 2006 ce qui est considéré comme la prothèse oculaire la plus ancienne du monde, datée du IIIe millénaire av. J.-C. De forme hémisphérique, elle a un diamètre de 2,5 cm et est faite en pâte dérivée du bitume. La surface de l'œil artificiel est recouverte d'une fine couche d'or au centre de laquelle sont gravés un cercle figurant l'iris et des rayons fins d'or. Le squelette de la femme qui portait cet œil artificiel mesure 1,82 mètre, ce qui est très grand. Il peut être daté entre 2900 et 2800 av. J.-C. Des deux côtés de l'orbite oculaire du crâne, on remarque de fines traces d'or, ainsi que deux minuscules trous prouvant que cette femme portait cet œil artificiel à l'aide sans doute d'un minuscule fil d'or. Cette femme, d'une trentaine d'années, vivait à l'époque où la cité, carrefour commercial, était florissante, avant d'être totalement détruite vers 1800 av. J.-C.. L'archéologue Lorenzo Costantini, dirigeant l'équipe italienne invitée en campagne de fouilles, suggère qu'elle aurait pu grâce à cet œil spectaculaire être une prophétesse ou une devineresse.
Les autres objets découverts comprennent notamment un crâne humain avec des traces de chirurgie du cerveau, des sceaux, et une coupe de terre cuite du IIIe millénaire av. J.-C., considérée comme une tentative d'animation, grâce au bouquetin bondissant qui y est figuré en cinq vignettes. Elle est aujourd'hui conservée au musée national d'Iran, à Téhéran.
Les archéologues du Centre de recherche d'archéologie d'Iran ont découvert dans les fouilles de la nécropole de la Cité Brûlée une quarantaine de dents - aussi bien d'hommes que de femmes - dont les lésions caractéristiques prouvent qu'elles servaient de points de rétention pour confectionner des objets en vannerie (boîtes, tapis, chaussures, etc.). La vannerie était une activité importante de la ville.

## Analyse
Shahr-e Sokhteh semble s'être développée indépendamment à la fois de la Mésopotamie, de l'Élam et de la Civilisation de la vallée de l'Indus, tout en entretenant des relations commerciales régulières avec ses grands voisins. Les habitants étaient principalement des artisans. On n'y a trouvé aucune arme; ce qui a pu engendrer une certaine vulnérabilité.

## Protection
Le site a été classé en 1966 sur la liste des biens culturels nationaux iraniens et protégé par une zone tampon où les nouvelles constructions sont règlementées. Il a été inscrit en 2014 sur la liste du Patrimoine mondial de l’UNESCO.